# 連凱
連凱（1969年8月7日—）是一名男演員，出世在臺灣台北市，出道、成名於香港，1987年畢業於Glen A. Wilson High School，後在1992年畢業於美國加州州立大學長堤分校美術系，1996年赴港發展，曾參演多部電影及電視劇演出。除了演員身分，也曾於2005年與吳彥祖、尹子維、陳子聰組成『港版F4』樂隊Alive，推出單曲《阿當的抉擇》。目前亦是特效化妝師及特效化妝培訓中心的負責人。

## 電影
2025:	
- 尖峰对决（網絡電影）飾 楚正荣
- 獵金遊戲 飾 沙利文
- 缉盗（網絡電影） 飾 局長成SIR

2024:	
- 缉恶（網絡電影）
- 三更客栈（網絡電影）

2023:
- 画魔人
- 怒潮   飾

2022:
- 刿心剑
- 遇見你

2021:
- 緊急救援 飾
- 有一點動心 飾

2020:
- 狄仁傑之深海龍宮 飾 狄仁傑
- 大天蓬（網絡電影） 飾 二郎神
- 海霧 飾 漢叔（船長）

2019:
- 樂獄 飾 馮科長

2017:
- 京城81號2
- 我说的都是真的 飾 胡青木
- 反诈风暴之不可饶恕（电视电影）

2016:
- 失心者 飾 偉文
- 真相禁區 飾 陳朝一
- 大唐玄奘 飾 高昌王麴文泰
- 如果没有遇见你（網絡電影） 飾 劉俊浩

2015:
- 悬战 飾 王維
- 破風 飾 立哥
- 枕边诡影 飾 李澤浩

2014:
- 房車奇遇 飾 徐朝阳
- 特工艾米拉 飾 约翰吴

2013:
- 鋼琴木馬 飾 黃燦森
- 癢婚之十年再愛你 飾 于洋

2012:
- 錢學森 飾 羅友來

2011:
- 建黨偉業 飾 朱希祖
- 不再讓你孤單 飾 Andrew

2010:
- 鎗王之王 飾 交通警察:徐偉光(第二角色)徐偉國

2008:
- 三不管 飾 張大海

2007: 
- 老港正傳 飾 周家俊
- 單身部落 飾 阿海
- 愛里沒有懼怕之恐懼森林

2006:   
- 四大天王 飾 連凱
- 春田花花同學會 飾 匪徒1
- 寶貝計劃 飾 Calvin
- 死心不息 飾 家華
- 妻骨未寒 飾 關志賢

2005:   
- PTU女警之偶然陷阱 飾 家豪
- 千杯不醉 飾 廚師乙

2004:   
- 新警察故事 飾 潘卓明
- 浪漫春情
- 龍.一九七三以後

2003:   
- 無間道II 飾 倪永忠
- 新紮師姐之不安全地帶
- 驚變

2002:   
- 赤裸特工 飾 龍三郎

2001:   
- 完美情人
- 不死心靈
- 紅草灘之刀神

2000:   
- 公元2000 飾 Kelvin
- 愛情觀自在
- 愛情敏感地帶
- 極速殭屍

1999:   
- 心猿意馬 飾 Philip
- 陽光警察 飾 首領
- 女湯
- 黃金惡夢

1998:   
- 碧血藍天
- 邪教檔案之末日風暴 飾 皇唯一

1996:
- 天生絕配 飾 神經

1995:
- 二月三十

## 電視劇
| 2001年 | 《楊門女將 (2001年電視劇)》 | 楊安     |              |
| 2003年 | 《執法群英II》              |          |              |
| 2003年 | 《奔月》                    | 河伯     |              |
| 2004年 | 《廉政行動2004 - 終極鬥智》 | 關瑞堯   |              |
| 2004年 | 《天涯俠醫》                | 賀正     |              |
| 2006年 | 《幻影神针》                | 岳天麟   |              |
| 2006年 | 《如果月亮有眼睛》          | 邱清智   |              |
| 2007年 | 《聊斋奇女子》              | 钱子霍   | 單元《宦娘》 |
| 2008年 | 《春去春又回》              | 創世     |              |
| 2009年 | 《牟氏庄园》                | 王先生   |              |
| 2010年 | 《无懈可击之美女如云》      | 林沐风   |              |
| 2013年 | 《龙门镖局》                | 司空追星 | 客串         |
| 2014年 | 《大都市小愛情》            | 俞睿     |              |
| 2016年 | 《遇见王沥川》              | 王霁川   |              |
| 2017年 | 《漂洋过海来看你》          | 费奕     | 客串         |
| 2018年 | 《谈判官》                  | 齐如海   |              |
| 2018年 | 《小妖的金色城堡》          | 林涣之   | 網絡劇       |
| 2019年 | 《十年三月三十日》          | 纪敖亭   |              |
| 2021年 | 《梦见狮子》                | 楼适棠   |              |
| 2022年 | 《暗夜行者》                | 帕拉     | 客串，網絡劇 |
| 2024年 | 《唐人街探案2》             | 乔青山   | 網絡劇       |
| 2024年 | 《猎罪图鉴2》               | 曹建     | 網絡劇       |
| 2025年 | 《临江仙》                  | 紫阳     | 網絡劇       |
| 待播   | 《珍品》                    |          |              |
| 待播   | 《走起我的天才街坊》        |          | 客串         |

## 化妝
- 維多利亞壹號 (2010)
- 太極Ⅱ：英雄崛起 (2012)
- 太極1從零開始 (2012)

## 特別視效
- 維多利亞壹號 (2010)

## 監製
- 四大天王 (2006)

## 外部連結
- 連凱的新浪微博
- 連凱官方博客 （页面存档备份，存于）
- 連凱在互联网电影资料库（IMDb）上的資料（英文）（英文）
- 連凱在香港影庫上的簡介
- 連凱在豆瓣上的资料（简体中文）
- 連凱在时光网上的簡介（简体中文）
- 在AllMovie上連凱的頁面（英文）